# حسيبة (فلم)
حسيبة (بالإنجليزية: Hassiba) هو فيلم تم إنتاجه في سوريا وصدر في سنة 2008.عن رواية حسيبة للأديب والمفكر السوري الكبير خيري الذهبي ، ومن إخراج المخرج السوري الكبير ريمون بطرس، من انتاجات المؤسسة العامة للسينما في عام 2008، الفيلم صور لأول مرة بكاميرا ديجيتال عالية الجودة، وهو أول فيلم سوري يصور بتلك التقنية حيث كانت الأفلام سابقاً تصور بأفلام ال 35 ملم، فلقد وضعت مؤسسة السينما قدرتها الكبيرة انتاجياً في تقديم الفيلم بأفضل صورة ..
الفيلم من بطولة :
سلاف فواخرجي
طلحت حمدي .
كندة حنا .
مانيا النبواني .
سليم صبري .
ماهر صليبي.
جيانا عيد .
فارس الحلو.

## بطولة
- سلاف فواخرجي

## روابط خارجية
- مقالات تستعمل روابط فنية بلا صلة مع ويكي بيانات